# Bastian Müller (Schriftsteller)
Bastian Müller (Pseudonym für: Robert Friedrich Wilhelm Müller; * 22. August 1912 in Leverkusen; † 5. Oktober 1988) war ein deutscher Schriftsteller.

## Leben
Bastian Müller absolvierte eine Ausbildung zum Maurer und unternahm Ende der 1920er Jahre Wanderungen durch Frankreich und Italien. Später lebte er eine Zeitlang als freier Schriftsteller in Worpswede. Nach dem Zweiten Weltkrieg war er als Filmdramaturg in Berlin und bei verschiedenen Rundfunkstationen (z. B. als Mitarbeiter Peter von Zahns im NWDR-Studio in Köln) tätig. Bastian Müllers literarisches Werk umfasst Romane, Erzählungen, dokumentarische Hörspiele und Features. Der 1947 erschienene (Anti-)Kriegsroman Hinter Gottes Rücken brachte es in kurzen Abständen auf vier Auflagen und wurde kontrovers, meist jedoch zustimmend rezensiert. Eine Besprechung des Romans unter der Überschrift Bastian Müller – Remarque II? erschien in Die Welt vom 4. Dezember 1948.
Horst Denkler hat in seinem Buch Werkruinen, Lebenstrümmer. Literarische Spuren der ‚verlorenen Generation’ des Dritten Reiches auf die vor 1945 erschienenen, nationalsozialistische Wertvorstellungen destruierenden Prosaarbeiten Müllers aufmerksam gemacht und betont, dass namentlich Müllers Erstling Die Eulen bis heute Beachtung verdiente.

## Werke
- Die Eulen, Berlin 1939
- Leben ohne Traum, Berlin 1940
- Ach, wie ist’s möglich dann, Berlin 1944
- Christine, Berlin 1944
- Hinter Gottes Rücken, Hamburg 1947; Neuauflage Bremen 2012[2]
- Bruder, geh und läut die Glocke, Diez/Lahn 1948
- Zwei Erzählungen, Berlin 1948
- Liebesgeschichten, Hamburg 1965